# 도래울초등학교
도래울초등학교는 대한민국 경기도 고양시 덕양구에 있는 공립 초등학교이다.

## 학교 연혁
- 2014.10.01 공립 도래울초등학교 개교
- 2014.10.01 초대 류중권 교장 취임
- 2014.10.01 초등 7학급, 유치원 3학급 편성
- 2014.10.14 초등 10학급 편성
- 2014.12.24 개교식
- 2015.02.12 제1회 졸업식(졸업생 11명)
- 2015.03.01 18학급(특수 1학급 포함) 편성(총 509명)
- 2015.03.09 4학급 증설 22학급(특수 1학급 포함) 편성(총 509명)

## 참고 자료
- 도래울초등학교 - 한국교육학술정보원 학교알리미